# 第1軍団 (ギリシャ軍)
第1軍団(I Army Corps)は、ギリシャ陸軍の軍団の一つ。第1軍の指揮下に入っており、東方部隊の管理を行う。
司令部は、コザニに置かれている。

## 編制
- 第8歩兵師団
  - 司令部中隊
  - 3/40エヴゾン連隊
  - 第8機甲騎兵大隊
  - 第583歩兵大隊
  - 第625歩兵大隊
  - 第628歩兵大隊
  - 第708歩兵大隊
- 第9歩兵旅団
- 第10歩兵旅団
- 第15歩兵旅団
- 第24機甲旅団
- 第1機甲騎兵大隊
- 軍団工兵部隊
- 第586新兵訓練センター
- 第488通信大隊
- 司令部大隊

## 部隊章
この部隊の部隊章の標語ともなっているモローン・ラベ(ΜΟΛΩΝ ΛΑΒΕ)は「来たりて、取れ」という意味である。テルモピュライの戦いで、数十万人の圧倒的戦力で迫るペルシア王クセルクセス1世の降伏勧告に対して、僅か300人のスパルタ重装歩兵を率いるスパルタ王レオニダス1世はこう答えた。